# Małgorzata Grodzińska-Jurczak
Małgorzata Jadwiga Grodzińska-Jurczak (ur. 23 stycznia 1966 w Krakowie) – polska biolożka, profesor w Instytucie Nauk o Środowisku Uniwersytetu Jagiellońskiego.

## Życiorys
Ukończyła II Liceum Ogólnokształcące im. Króla Jana III Sobieskiego w Krakowie. Studia wyższe odbyła w latach 1984–1990 na Wydziale Biologii i Nauk o Ziemi Uniwersytetu Jagiellońskiego, uzyskując w marcu 1990 stopień magistra biologii, specjalność biologia środowiskowa. Następnie podjęła pracę naukowo–dydaktyczną na macierzystej uczelni, uzyskując kolejno: w styczniu 1995 stopień naukowy doktora nauk biologicznych, w maju 2005 doktora habilitowanego w zakresie biologii (specjalność edukacja ekologiczna), a w grudniu 2014 tytuł profesora nauk biologicznych. Pionierka i orędowniczka interdyscyplinarnego podejścia do ochrony przyrody w Polsce. Popularyzatorka nauki, aktywnie współpracuje z samorządami lokalnymi, przyrodniczymi organizacjami pozarządowymi oraz instytucjami zajmującymi się ochroną przyrody. Zaangażowana w prace ponad 30 krajowych i międzynarodowych projektów badawczych, licznych komisji i rad naukowych. Laureatka nagrody Prezesa Rady Ministrów za wyróżniającą się pracę doktorską. Stypendystka Programu Fulbrighta, Fundacji Kościuszkowskiej i Central European University.

## Dorobek naukowy
W dorobku naukowym Małgorzaty Grodzińskiej–Jurczak można wydzielić trzy nurty tematyczne:
- klasyczna ekologia (wpływ kwaśnych opadów atmosferycznych na stan środowiska naturalnego – doktorat 1995, promotorka – Katarzyna Sawicka-Kapusta)
- zagadnienia ograniczania negatywnego oddziaływania odpadów komunalnych na środowisko, w tym zdrowie ludzi, poprzez działania edukacyjne – dr hab. 2005
- badania o charakterze interdyscyplinarnym: społeczne uwarunkowania ochrony przyrody (ang. human dimension of natural resources)

Obecnie jej zainteresowaniem badawczym są społeczne uwarunkowania ochrony przyrody, głównie na terenach Europejskiej Sieci Ekologicznej – Natura 2000. Dużo uwagi poświęca funkcjonowaniu systemu ochrony przyrody, partycypacji społecznej w gospodarowaniu zasobami przyrodniczymi, metodom zarządzania konfliktami na styku człowiek–przyroda, jak też badaniu postaw względem środowiska dzieci i dorosłych. Jest orędowniczką nauki obywatelskiej (ang. citizen science) w zakresie problemów środowiskowych oraz udoskonalania metod komunikacji nauki (ang. science communication) wśród akademików.
Równolegle do badań naukowych, jest aktywnym nauczycielem akademickim, zajmuje się popularyzacją nauki, działalnością edukacyjną, projektując, przeprowadzając i ewaluując programy i kampanie informacyjno–edukacyjne z zakresu ochrony przyrody oraz gospodarki odpadami komunalnymi dla różnych grup odbiorców (samorządy lokalne, pracownicy parków narodowych, dyrekcji ochrony środowiska, nauczycieli, uczniów, wolontariuszy, itp.), a także opracowując materiały edukacyjne. Działa jako trenerka i mediatorka.

## Pełnione funkcje
- Kierowniczka Zespołu Ochrony Przyrody, Łowiectwa i Edukacji Środowiskowej w Instytucie Nauk o Środowisku UJ[4]
- 1992–1996 – konsultantka w zakresie edukacji ekologicznej – USAID, LEM Project
- 1994–1996 – konsultantka w zakresie edukacji ekologicznej – CH2M Hill
- 1994–1999 – asystentka w Zakładzie Ekologii Zwierząt Instytutu Biologii Środowiskowej UJ
- 1999–2015 – adiunktka w Instytucie Nauk o Środowisku UJ
- od 2003 – rzeczoznawczyni Ministerstwa Edukacji programów kształcenia ogólnego w zakresie edukacji ekologicznej
- od 2015 – profesorka w Instytucie Nauk o Środowisku UJ

## Członkostwo
- od 2009 – członkini Komisji Konsultacyjnej Wojewódzkiego Funduszu Ochrony Środowiska i Gospodarki Wodnej w Krakowie
- od 2009 – członkini Rady Naukowej Małopolskiego Uniwersytetu Dziecięcego
- od 2012 – członkini komisji ds. edukacji i komunikacji Międzynarodowej Unii Ochrony Przyrody (ang. International Union for Conservation of Nature, IUCN)[5]
- od 2012 – ekspertka Polskiej Izby Ekologii w kategorii Ochrona Przyrody[6]
- 2012–2014 – konsultantka Związku Gmin Wiejskich RP ds. Ustawy o Subwencji Środowiskowej
- od 2014 – członkini Komitetu Naukowego w Europejskiej Agencji Środowiska (ang. European Environment Agency, EEA)[7]
- od 2014 – ekspertka Intergovernmental Science–Policy Platform on Biodiversity and Ecosystem Services (IPBES)[8]
- 2015–2018 – członkini Rady Naukowej Instytutu Ochrony Przyrody PAN[9]

### Redakcje czasopism
- 2004–2008 – członkini zespołu redakcyjnego w International Research in Geographical and Environmental Education
- od 2009 – członkini zespołu redakcyjnego Diversity
- od 2010 – członkini zespołu redakcyjnego International Electronic Journal of Environmental Education (IEJEE-Green)
- od 2011 – członkini zespołu redakcyjnego – Nature Conservation
- od 2013 – członkini zespołu redakcyjnego – Journal of Scientific Research and Reports

## Nagrody i odznaczenia
- Nagroda Prezesa Rady Ministrów za wyróżniającą się pracę doktorską – przyznana w 1994
- Srebrny Medal za Długoletnią Służbę – nadany w 2013[10]
- Nagroda Rektora UJ im. Hugona Kołłątaja za promowanie idei kształcenia ustawicznego i rozbudzanie aspiracji edukacyjnych młodzieży szkolnej – nadana w 2015[11]

## Publikacje
Małgorzata Grodzińska–Jurczak jest autorką ponad 80 prac naukowych, rozdziałów książek, skryptów i prac popularnonaukowych.

### Prace oryginalne
1. M. Grodzińska–Jurczak, B. Godzik: „Air pollution and atmospheric precipitation chemistry in Poland – a review”, Environmental Reviews, Tom 7, Numer 2, 1999, s. 69–79
2. M. Grodzińska–Jurczak, G. Szarek–Łukaszewska: „Evaluation of SO2 and NO2 related degradation of coniferous forest stands in Poland”, Science of The Total Environment, Tom 241, Wydanie 1–3, 1999, s. 1–15
3. M. Grodzińska–Jurczak, M. Tarabuła, A. Read: „Increasing participation in rational municipal waste management – a case study analysis in Jaslo City (Poland)”, Resources, Conservation and Recycling, Tom 38, Wydanie 1, 2003, s. 67–88
4. M. Grodzińska–Jurczak, J. Cent: „Expansion of Nature Conservation Areas: Problems with Natura 2000 Implementation in Poland?”, Environmental Management, Tom 47, Wydanie 1, 2010, s. 11–27
5. J. Cent, M. Grodzińska–Jurczak, A. Pietrzyk–Kaszyńska: „The emerging multilevel environmental governance in Poland – local stakeholders involvement in the designation of Natura 2000 sites”, Journal for Nature Conservation, Tom 22, Wydanie 2, 2014, s. 93–102
6. S. Kamal, M. Grodzińska–Jurczak, A. Pietrzyk–Kaszyńska: „Challenges and Opportunities in Biodiversity Conservation on Private Land: an Institutional Perspective from Central Europe and North America”, Biodiversity and Conservation, Tom 24, Wydanie 5, 2015, s.1271–1292
7. G. Brown, V. Hausner, M. Grodzińska–Jurczak, A. Pietrzyk–Kaszyńska, A. Olszańska, B. Peek, M. Rechciński, E. Lægreid: „Cross–cultural values and management preferences in protected areas of Norway and Poland”, Journal for Nature Conservation, Tom 28, 2015, s. 89–104
8. S. Kamal, M. Grodzińska–Jurczak, G. Brown: „Conservation on Private Land: A review of global strategies with a proposed classification system”, Journal of Environmental Planning and Management, Tom 58, Wydanie 4, 2014, s. 576–597
9. M. Blicharska, E. Orlikowska, J-M. Roberge, M. Grodzińska–Jurczak: „Contribution of social science to large scale biodiversity conservation: a review of research about the Natura 2000 network”, Biological Conservation, Tom 199, 2016, s. 110–122
10. K. Niedziałkowski, E. Komar, A. Pietrzyk–Kaszyńska, A. Olszańska, M. Grodzińska–Jurczak: "Discourses on Public Participation in Protected Areas Governance: Application of Q Methodology in Poland", Ecological Economics Tom 145, 2018, s. 401–409

### Rozdziały
1. M. Grodzińska–Jurczak: „Cultural change and environmental protection in the New Poland”, Rozdział 10 w: J. Lidstone (wyd.): „Cultural issues of our time”, Port Melbourne: Cambridge University Press, 2006, s. 108–119, ISBN 978-0-521-60496-3
2. M. Grodzińska–Jurczak, M. Strzelecka, S. Kamal, J. Gutowska: „Effectiveness of Nature Conservation – a case of Natura 2000 sites in Poland”, w: B. Sladonja (red): „Protected Area Management”. Rijeka: InTech, 2012, s. 183–202, ISBN 978-953-51-0697-5
3. M. Grodzińska–Jurczak, A. Pietrzyk–Kaszyńska, J. Cent, A.V. Scott, E. Apostolopoulou, R. Paloniemi: „Governance of network of protected areas. Innovative solutions and instruments”, w: K. Henle, S. Potts, W. Kunin: „Scaling in Ecology and Biodiversity Conservation”, Sofia: Pensoft Publishers, 2014, s. 119–123, ISBN 978-954-642-739-7
4. J. Cent, M. Grodzińska–Jurczak, A. Pietrzyk–Kaszyńska, R. Paloniemi, E. Apostolopoulou, A. Salomaa, M. A. Tsianou, J. Similä, John D. Pantis: „Legitimacy of site selection processes across Europe: Social construction of legitimacy in three European countries”, w: K. Henle, S. Potts, W. Kunin, J. Settele (red): „Scaling in Ecology and Biodiversity Conservation”, Sofia: Pensoft Publishers, 2014, s. 180–185, ISBN 978-954-642-739-7

### Inne
1. M. Grodzińska–Jurczak, P. Szczęsny: „Wybrane zagadnienia ochrony środowiska – poradnik metodyczny dla nauczycieli”, Kraków: Studio Wydawnicze Opal PG, 1996, ISBN 83-906197-0-9
2. M. Grodzińska–Jurczak, R. Jamka: „Edukacja Ekologiczna – materiały dla nauczycieli i studentów”, Kraków: Studio Wydawnicze Opal PG, 2000
3. M. Grodzińska–Jurczak, M. Tarabuła: „Co każdy uczeń o śmieciach wiedzieć powinien? Zestaw scenariuszy zajęć dotyczących problematyki odpadów komunalnych dla nauczycieli przedmiotów przyrodniczych”, Kraków: Fundacja Wspierania Inicjatyw Ekologicznych – Wydawnictwo Zielone Brygady, 2001
4. A. Pietrzyk–Kaszyńska, M. Rechciński, A. Olszańska, K. Mączka, P. Matczak, K. Niedziałkowski, J. Cent, B. Peek, M. Grodzińska–Jurczak: „Usługi ekosystemów na obszarach cennych przyrodniczo z perspektywy różnych grup interesariuszy”, Kraków: Instytut Ochrony Przyrody PAN, 2016, ISBN 978-83-61191-84-1
5. A. Dubel (red.), J. Cent, K. Dubel, M. Grodzińska–Jurczak, J. Gutowska, M. Kozieł, K. Nieszporek, A. Pietrzyk–Kaszyńska: „Wspólne zarządzanie przyrodą. Partycypacyjne mapowanie terenów chronionych na obszarze Natura 2000 Dolinki Jurajskie PLH120005", Kraków: Stowarzyszenie Centrum Rozwiązań Systemowych, 2016, ISBN 978-83-64365-07-2

## Życie prywatne
Pochodzi z rodziny akademickiej. Jest córką profesorów Władysława Grodzińskiego i Krystyny Grodzińskiej. Jej mężem jest Wojciech Jurczak, profesor hematologii. Mają syna Jana i córkę Annę. W czasie wolnym lubi turystykę wysokogórską. Miłośniczka psów i reportażu.